# Josef af Sillén
Josef Otto af Sillén, född den 2 juli 1859 i Solna socken, Stockholms län, död den 14 juli 1951 i Stockholm, var en svensk militär, musiker och hovman. Han var son till Gustaf af Sillén.
af Sillén avlade mogenhetsexamen 1878 och avgångsexamen från Krigshögskolan 1884. Han blev underlöjtnant vid Västgöta-Dals regemente 1880, löjtnant där 1885, kapten 1896, vid Hallands regemente 1902, i reserven 1909. af Sillén var generalagent för engelska försäkringsbolaget Star från 1891, verkställande direktör för aktiebolaget Bergianska trädgården 1895–1901  och för Försäkringsaktiebolaget Heimdall 1900–1928 samt styrelseledamot i Brandförsäkringsaktiebolaget Fenix 1925–1938. Han blev kammarherre 1911. af Sillén bedrev musikstudier och komponerade bland annat fem symfonier (flera uppförda i Stockholms Konsertförening och av konsertföreningarna i Dresden  och München med flera städer), ett flertal tonstycken för violin, sånger med mera. Han var ordförande i Filharmoniska sällskapet i Stockholm 1902–1912. af Sillén tilldelades Litteris et Artibus 1907. Han blev riddare av Svärdsorden 1901 och av Nordstjärneorden 1920 samt kommendör av andra klassen av Vasaorden 1925. af Sillén vilar i en familjegrav på Norra begravningsplatsen utanför Stockholm.